# تداخل التخصصات
تداخل التخصصات، أو حقول متداخلة، (بالإنجليزية: Interdisciplinarity) هي حقل الدراسة الذي يعبر الحدود التقليدية بين التخصصات الأكاديمية أو المذاهب والمدارس، وقد حدث ذلك بسبب ظهور احتياجات جديدة ومهن جديدة أيضا. طُبِّق مصطلح متعدد الاختصاصات في الأصل في المجالات التربوية والتعليمة والتدريبية لوصف الدراسات التي تستخدم أساليب ورؤى هذه التخصصات الناشئة أو عدة ميادين من الدراسة التقليدية. و تشمل الحقول المتداخلة، أو تعددية التخصصات، وتشمل الجميع من الباحثين والطلاب والمعلمين، من اجل تحقيق أهداف ربط و دمج العديد من المدارس الأكاديمية والفكرية والمهن، أو تقنيات الاختصاصات المتعددة، جنبا إلى جنب مع وجهات نظرهم الخاصة في السعي لتحقيق المهمة المشتركة.

## التعليم متعدد المجالات
التعليم بين المجالين أو متعدد المجالات اسم لمجموعة متنوّعة من أساليب التدريس والتعلم التي تربط بين المكونات المتميزة لتخصصيْن أو أكثر لخَلْق معرفة، طرق جديدة للعمل أو التعبيرات الفنية كوسيلة لتحويل وإعادة بناء المعرفة، حل مشكلات حقيقية وتطوير فكر إبداعي ناقد إضافةً إلى تذويت القيم.
في السنوات الأخيرة، تزايد الوعي بأهمية التعلم متعدد التخصصات في كل من الممارسة البحثية والتعليمية، لتحقيق هذه الأهداف التعليمية.

### تعددية التخصصات الخلفية والتطوير
تعتمد "تعددية التخصصات" على الاعتراف بوجود "المجالات" (التخصصات) ولكن هذه المسألة نفسها مثيرة للجدل: كيف تطورت "التخصصات" وهل هي بالضرورة مرتبطة بـ "المهن" التي تُدَرَّس في المدارس. خلال معظم سنوات التاريخ، كانت عمليات التعلم تتم بصيغة لا تقتصر على مجالات معينة، ولكن في الغالب على النصوص "الكلاسيكية" أو المقدسة (في التعليم الديني التقليدي). بالإضافة إلى مهارات معينة-بشكل أساسي تلك التي تكيفت مع البلدان الحديثة في المرحلة التي تولى فيها التعليم الديني. أدى التطور المتسارع للعلوم في القرن التاسع عشر إلى قيام معاهد البحث والجامعات بتمييز مجالات البحث بشكل أكثر حدة، وفي عملية يتطور فيها مجتمع علمي جديد من وقت لآخر (على سبيل المثال الكيمياء أو الأنثروبولوجيا) ويبني لنفسه لغة متميزة وطرق بحث.
مع صعود آلية الوضعية، بدأ مفكرون مثل أوغست كونت في الادعاء بضرورة توسيع طرق البحث العلمي في العلوم الطبيعية وتطبيقها في مجالات السلوك البشري والاجتماعي أيضًا. هكذا بدأت العلوم الاجتماعية أيضًا في التطور واكتسبت مكانة البحث الأكاديمي التي حلت بالفعل محل المذاهب الدينية والأيديولوجيات الحكومية في الأكاديميات.
لا تمثل "الموضوعات" المدرسية بالضرورة "تخصصات" بحثية أو مجالات معرفة متميزة. هذا هو الحال، على سبيل المثال، في إسرائيل، دروس "الوطن الأم"، "المجتمع"، أو "الثقافة الإسرائيلية" وحتى "العلوم" التي تُدَرَّس بشكل عام وأكثر. ومع ذلك، خلال القرن العشرين وخاصة في العقود الماضية، كان تأثير المؤسسات الأكاديمية على المناهج الدراسية واضحًا - بشكل رئيسي مع زيادة تعليم المعلمين.
يشير ذلك إلى التحولات في مفهوم مهنة التعليم التي قُبِلَت كأداة لتشكيل أرواح الطلاب وأصبحت وسيلة للحراك الاجتماعي والمساواة من خلال نقل المهارات لسوق العمل. هذا الأمر منتقد، لأنّه من المسلّم به أن الغرض من الأوساط الأكاديمية هو البحث والغرض من المدارس هو التعليم.

### أنماط وأنواع التعليم متعدّد التخصّصات
من المعتاد التمييز بين الأنماط أو النماذج المختلفة للتعليم متعدد التخصصات. حيث تُعرض هذه الأنماط بشكل مختلف من وقت لآخر (وحتى تحت أسماء مختلفة قليلاً)

#### التدريس متعدد التخصصات
(Multidisciplinary)- عندما تُدَرَّس عدة مجالات معًا مع الحفاظ على تفرّد كلّ منها. على سبيل المثال: قد يتم تدريس موضوع "القيادة" بالتداخل مع التربية الدينية من خلال شخصيات ورجال الدين، بالتداخل مع الأدب من خلال شخصيات أدبية قيادية، أو حتى في العلوم من خلال العلماء القادة في العلوم.
التدريس بين التخصصات (Interdisciplinary )- عندما يتشابك مجالان أو أكثر من أجل فهم موضوع معقد والتعامل الفعلي مع موضوع "كامل" - أوسع من جميع المجالات مجتمعة.
على سبيل المثال: قد تتعامل دراسة الثورة الحديثة، مع الخلفية التاريخية والتحولات التكنولوجية وعواقبها على الاقتصاد والجيوش والطبقات الاجتماعية والعواقب الفلسفية والتغيرات السياسية والتأثير على جودة البيئة وغيرها.
التدريس التكامليّ / ما قبل التخصصات - يشير إلى إمكانية عامة لدراسة موضوع، ليس بالإشارة إلى تخصصات محددة، بل يشمل اهتمامًا وتركيزًا خاصًا من مجموعة واسعة للمراجع والمجالات.
على سبيل المثال: دراسة قضية اجتماعية مثل رفع سن التقاعد للمرأة تسمح بدراسة مجموعة متنوعة من الأمور مثل الشيخوخة، والفجوات الاجتماعية، والتغيرات في التكنولوجيا، والثقافة.
قد لا يكون لبعض المواد صلة واضحة بمجال مقبول أو تخصّص في المدرسة. في الواقع، هذه الفئة ليست جزءًا من التعليم" متعدد التخصصات" (نظرًا لأنها لا تشير إلى المجالات)، ولكن من الناحية العملية تتم مناقشتها في سياق مماثل لترك تعليمات تأديبية ضيقة.
يتطرّق البعض أيضًا لنماذج إضافية -أكثر مرونة في تعريفها:
التدريس عبر التخصصات (Trans-disciplinary) - حيث يتم استخدام أدوات من مجال ما لدراسة مجال آخر.
على سبيل المثال: تحليل التركيب الكيميائي للجزيئات في دراسات الأحياء، أو دراسة الخلفية التاريخية للعصور القديمة في دراسات الكتاب المقدس.
التدريس عبر التخصصات (Cross-disciplinary )- عندما تتم الدراسة بأكملها من ملاحظة مجال معرفي واحد في مجال آخر من مجالات المعرفة.
على سبيل المثال: تاريخ تطور الفيزياء.